# Goszkówek
Goszkówek (do 1945 r. niem. Gräfendorf) – osada leśna w Polsce położona w województwie zachodniopomorskim, w powiecie gryfińskim, w gminie Mieszkowice. Miejscowość wchodzi w skład sołectwa Goszków.
W latach 1975–1998 miejscowość administracyjnie należała do województwa szczecińskiego.

## Położenie
Osada znajduje się 7 km na północny wschód od Mieszkowic - obecnie (2014 r.) tylko leśniczówka.
Zgodnie z podziałem fizycznogeograficznym Polski Kondrackiego teren, na którym położony jest Goszkówek, należy do prowincji Nizina Środkowoeuropejska, podprowincji Pojezierza Południowobałtyckiego, makroregionu Pojezierze Południowopomorskie oraz w końcowej klasyfikacji do mezoregionu Równina Gorzowska.

## Nazwa
Pierwotna nazwa pochodzi prawdopodobnie od średnio-dolno-niemieckiego grëve (grave), współcześnie Graf "hrabia" oraz dorp, współcześnie dorf "wieś".
Nazwa na przestrzeni wieków: Greuendorp 1337, 1486, 1495; Grevendorp 1393; Gossen Greuendorp 1608; Gräfendorf 1833; Gräfendorf do 1945.

## Historia
- 1337 - wzmianka w księdze ziemskiej margrabiego brandenburskiego Ludwika Starszego pod nazwą Greuendorp, w ziemi mieszkowickiej: Greuendorp LIIII mansos, dos VI, Nicolaus de Speningen pro seruitio XII mansos, pactus VI solidos, quondam VIII modios siliginis et tot Auene, taberna exusta, Molendinum desertum[5] – wieś liczy 54 łany, wolne od ciężarów podatkowych jest 6 łanów parafialnych (dos), lennikiem zobowiązanymi do służby konnej jest Nicolaus de Speningen posiadający 12 łanów, pakt (pactus) płacony rycerstwu przez chłopów wynosi 6 szylingów (solidos), dawniej 8 półkorców żyta i tyle samo owsa, karczma zniszczona, młyn opuszczony.
- 15.05.1486 - margrabia Jana Cicero nadaje w lenno Johannowi Daum i Kastnerowi z Kostrzyna wieś Greuendorp bey Bernwald (Goszkówek koło Mieszkowic)[6][7]
- 1495 - bracia Hans i Busso von Sydow z Sitna otrzymują od margrabiego Jana Cicero m.in. trzy części (niem. 3 Theilen) wsi Greuendorp[8][9]
- 1536 - Busso von Sydow (syn Busso wzmiankowanego w 1495 r.) posiada m.in. trzy części Goszkówka[8]
- 1618-38 – wieś zniszczona podczas wojny trzydziestoletniej
- 1693 - folwark Goszkówek przyłączono do Wierzchlasu; dalsze losy związane są z tą wsią
- 1771 - właścicielem Wierzchlasu i Goszkówka zostaje łowczy von Zinnow
- 1775 – właścicielem Wierzchlasu i Goszkówka zostaje radczyni wojenna Krüger z Krzymowa
- 1800 – właścicielem Wierzchlasu i Goszkówka zostaje starosta Carl Ludwig Alexander von Zinnow (1774-1808)
- 1803 – właścicielem Wierzchlasu i Goszkówka zostaje von Bredow
- 1804 – właścicielem Wierzchlasu i Goszkówka zostaje kupiec i senator Ernst Wilhelm von Witte (1783-1821)
- 26.09.1900 - Ada Lonny Dora von Witte (ur. w Klein-Mehszow 25.09.1879, zm. w Poczdamie 19.09.1945) wychodzi za mąż w Berlinie za Friedricha-Wilhelma grafa von Schlieffen (ur. w Kotzenau 17.08.1868, zm. w Wierzchlasie 09.03.1923), który staje się właścicielem majątku.
- 1920 - założono cmentarz ewangelicki[10].

| Imię i nazwisko                       | Lata       |
| ------------------------------------- | ---------- |
| Nicolaus de Speningen                 | 1337       |
| Johann Daum, Kastner z Kostrzyna      | 1486-?     |
| von Sydow                             | 1495-1771  |
| von Zinnow                            | 1771-1775  |
| Krüger                                | 1775-1800  |
| von Zinnow                            | 1800-1803  |
| von Bredow                            | 1803-1804  |
| von Witte                             | 1804-1900  |
| Friedrich-Wilhelm graf von Schlieffen | 1900-1923  |
| Ada von Schlieffen, wdowa             | 1923-1945? |

## Ludność
Liczba ludności w ostatnich 3 wiekach: